# Aserrí
Aserrí è un distretto della Costa Rica, capoluogo del cantone omonimo, nella provincia di San José.